# Kritvaxskinn
Kritvaxskinn (Cabalodontia cretacea) är en svampart som först beskrevs av Romell ex Bourdot & Galzin, och fick sitt nu gällande namn av Piatek 2004. Cabalodontia cretacea ingår i släktet Cabalodontia och familjen Meruliaceae.   Inga underarter finns listade i Catalogue of Life.
I den svenska databasen Dyntaxa används istället namnet Phlebia cretacea för samma taxon.  Arten är reproducerande i Sverige.